# 176103 Waynejohnson
176103 Waynejohnson è un asteroide della fascia principale. Scoperto nel 2001, presenta un'orbita caratterizzata da un semiasse maggiore pari a 2,3044334 UA e da un'eccentricità di 0,1672288, inclinata di 1,94742° rispetto all'eclittica.